# Харута (приток Сухой Сыни)
Харута (в верховье Чигимхарута) — река в Шурышкарском районе Ямало-Ненецкого АО, правая составляющая (исток) реки Сухая Сыня. Исток находится в горах Войкарсыньинского массива, на высоте свыше 400 м, длина реки составляет 42 км.
Притоки реки: Няньворгаю — в 6 км и Пожемаю — в 10 км, оба по правому берегу.

## Данные водного реестра
По данным государственного водного реестра России относится к Нижнеобскому бассейновому округу, водохозяйственный участок реки — Обь от впадения реки Северная Сосьва до города Салехард, речной подбассейн реки — бассейны притоков Оби ниже впадения Северной Сосьвы. Речной бассейн реки — (Нижняя) Обь от впадения Иртыша.
Код объекта в государственном водном реестре — 15020300112115300030022.